# Rilakkuma
Rilakkuma ( リラックマ Rirakkuma) egy japán mesekönyvből ismert kitalált karakter, melyet a San-X 2003 szeptemberében kezdett el gyártani könyv formájában, kitalálója Aki Kondo. Rilakkuma, 2010 májusára egy felmérés alapján az ötödik helyen szerepelt a japán karakterek népszerűségi listáján. Vállalatok, mint a Re-Ment összedolgoztak a San-X-el, és együtt kezdtek el különböző Rilakkuma orientált tárgyakat gyártani, ezzel is növelve annak hírnevét. Rilakkumát megtalálhatjuk különböző irodaszereken, tányérokon, hátizsákokon és sok már terméken egyaránt.
A Rilakkuma név két japán szó összetétele. Az név első tagja a pihenni (リラックス rirakkusu) szó átalakítása, ebből lett a „rila”, a második tag a medve (くま kuma) japán fordítása. 

Rilakkuma először képeskönyveken jelent meg Rilakkuma Seikatsu címen, a könyvek borítóin gyakran más és más öltözetekben látható, mint például Kappa (japán folklór) öltözetben. A Rilakkuma plüss egész alsó testrésze egy jelmez, mely ha koszossá vagy régivé válik le lehet cserélni. Még nem tisztázott, hogy a feje is a jelmez része lenne-e. Mára rengeteg más terméket gyártanak Rilakkuma könyvekkel együtt, ilyenek például a különböző videójátékok, ruhák, ételek, de ezek közül a leghíresebbek a különböző kinézetű plüss játékok. Folyamatosan adnak ki újabb és újabb plüssállatokat, gyakran ünnepek alkalmával, (például karácsonykor, Valentin-napon) általában az ünnephez vagy évszakhoz megfelelő kinézettel. A céget idézve:
„Miközben Rilakkumát nézzük, elveszünk a világában és mi is lusták, kipihentek leszünk.”

## San-X
A San-X az egyik legnagyobb karakter orientált, ajándék gyártó cég Japánban, 110 dolgozóval. 1932. április 8-án, az akkor még privát használatú céget, Chida az akkori elnök hozta létre Chida Handler néven. 10 év után, 1942-ben limitált céggé alakultak. 1980 óta a San-X több mint 800 karaktert hozott létre, ezek közé sorolva a jól ismert: Rillakumát, Mikanbouyat, Kireizukint, Kogepant, Afro Kent, Nyan Nyan Nyankot, Tarepandat. Rengeteg fant tudhat a magáénak nem csak Japánban, hanem az USA-ban is. 2002-ben ünnepelte a San-X 70. évfordulóját. A logójuk egy négy levelű lóhere. A cég célja, hogy szimbolizálja a fiatalságot, a kihívást és a jövőt.

### Küldetés és filozófia
„A mi felelősségünk, hogy a termékek hűen tükrözzék a kiadó alapelveit, kommunikációt biztosítsanak a „kapcsolat egyiktől a másikig” tételre támaszkodva, és mind a karakterek, mind az üzleti oldalon felhasználni a tervezőprogramok adta lehetőségeket. Elképzelésünk szerint ez a „kommunikációs eszköz” mintegy olajozottan működő elemként teheti még csillogóbbá a vásárlóink életét. A San-X küldetése és célja, hogy különböző termékeket gyártson az egyediség nevében. Természetesen a cégen belüli frissesség és egyéniség a termékeket illetően kiemelkedően fontos, úgy hisszük, hogy a gyári termelés is jelentős fejlődése és a marketing in alapkövei elképzelésünknek. Jelentős értéket teszünk és biztosítunk a következetességre és gondoskodunk a jelenlegi karakterekről és termékekről.”

### Történelme
1932.04. Megalakult a cég „Chida Handler” néven, ami akkor még privát használatú volt. A cég megalkotója Chida, az akkori elnök.
1939.09. A cég egy új helyre költözött.
1941.10. A cég limitált, privát használatú céggé alakult.
1945.03. A cég átmenetileg bezárt a második világháború miatt.
1946.03. Újraindult a cég Tokióban.
1948.03. Terjesztették a cég hatáskörét más területekre is.
1957.04. Létrehoztak egy hálózatot országszerte. (kb. 400 áruház és ügynök érintett)
1970.02. Új gyár Kosigaja-ban, Szaitama prefektúrában.
1973.04. A cég főépületének befejezése Tokióban.
1973.05. A cég átnevezése Chida Handler-ről San-x-re.
1973.06. Szállítási központ építésének befejezése Koshigayában.
1976.08. Tokyo Business Office létrehozása.
1982.06. 50. évforduló
1982.09. Koshigaya Business Office létrehozása.
1986.07. Distribution Center építésének befejezése.
1987.07 Tokyo Business Office áthelyezése Koshigajába.
1992.06. 60. évforduló
1998.07. A vállalati identitás megújítása.
2002.06. 70. évforduló
2004.07. Ordering Center létrehozása.
2004.09. Production Headquarter létrehozása
2008.09. Rilakkuma bolt nyitása Umedában
2009.02. Rilakkuma bolt nyitása Tokióban
2010.02. Rilakkuma bolt nyitása Fukuokában

## Főszereplők

### Rilakkuma
Aki Kondo az egyik nap egy televíziós műsort nézett kutyákról, és azt kívánta bárcsak neki is lehetne egy. Sajnos nem volt elég szabadideje arra, hogy gondozzon egy állatot a munkája miatt. Ezután döntötte el, hogy csinál egy saját háziállatot, Rilakkuma személyében. Rilakkuma egy barna, fiú medve, akit lehetetlen nem szeretni. Egy cipzár található a hátán, melyet lehúzva, egy világoskék pöttyös anyag válik láthatóvá. A cipzár elhelyezésének oka egyelőre ismeretlen. A „Rilakkuma élete” (Rilakkuma Seikatsu) című képeskönyv sorozatnak a borítóján is egy félig lehúzott cipzár és pöttyös minta található. A San-X cég által kiadott háttértörténet: Egy nap Rilakkuma rejtélyesen megjelenik az irodai dolgozó, Kaoru házában, és eldönti, hogy oda költözik. Itt fognak élni közösen Korilakkumával és Kiirotorival. Rilakkuma kedvenc ételei: dangó, (A dangó egy japán édesség, rizslisztből készítve. Több variáció is van belőle Japánban, de Rilakkuma kedvence a fehér dango) palacsinta, (Általában több rétegnyi palacsintát eszik, minden réteg között mézzel. A kedvenc palacsintamix márkája a „kumakuma hotcake”.) Omurice, (Legtöbbször Kaoru készíti el neki sok ketchuppal.) és a puding. A nevéhez hűen kedvenc időtöltése a pihenés, de emellett szeret filmet nézni, aludni, könyvet olvasni.

### Kiiroitori
Kiitoitori Kaoru házában él. Neve japánul sárga madarat jelent. Japánban csak úgy ismerik, hogy a „malac orrú csirke”. Eredetileg egy kalitkában kellene élnie, viszont ő kedve szerint járkál és szidja Rilakkumát a lustasága, Korilakkumát pedig a csíntalansága miatt. Néha ezért lelkiismeret-furdalása is van, fél, hogy esetleg túlzásba vitte a szidást. Egy úgynevezett „tsukkomi” szerepet játszik. (Okosabbnak és logikusabbnak tartja magát és ezért mindig kritizál másokat a hibáikért.) Mikor Korilakkuma megjelent Kaoru házában, Kiiroitori adta a nevet Korilakkumának. A kedvenc tevékenységei közé tartozik a gyűjtögetés. (Örül, ha takarítás közben megtalálja az elveszett apróját.) Két kis toll (ő inkább hajnak nevezi) van a feje tetején, és nagyon szeret arról a két szálról gondoskodni. Sokszor szokta megmászni Rilakkumát, mintha csak egy hegy lenne. Kiiroitori pontosan az ellenkezője Rilakkumának, a munkaszeretete miatt. Ha valami lenyűgözi akkor gyakran mondja, hogy „Wow”. A „Rilakkuma élete” című képeskönyv 3. részének főszereplője Kiiroitori.

### Korilakkuma
2004 augusztusában jelent meg egy új karakter Rilakkuma mellett, Korilakkuma néven. Korilakkuma, egy fehér medve, aki szintén rejtélyesen jelent meg Kaoru házánál. Japánul a „ko” kicsit jelent, így a neve teljes jelentése „Kicsi Rilakkuma”. Füle Rilakkumáétól eltérően nem sárga, hanem rózsaszín. Neki nincs cipzár a hátán. Korilakkumának teljesen más személyisége van, mint Rilakkumának. Mivel még fiatal, ezért egy csíntalan, kicsi medve, aki szereti megtréfálni barátait, főleg Rilakkumát. Gyakran miközben alszik, az arcára rajzol, vagy fülhallgatót tesz a fejére, illetve sokszor varr foltokat a ruhájára. Áprilisi bolond tréfája például az volt, hogy Kiiroitori tollára ragasztott egy ragasztószalagot. Korilakkuma nem gyakran beszél, mivel fiatal még, viszont sokat követi Rilakkumát és utánozza, hogy Rilakkuma mit mond és mit csinál. Kedvenc ételei az eper, cseresznye és az alma. Testén egy piros gomb található, amelyből nem tudni, hogy igazi medve-e vagy sem. Azonban úgy látszik, hogy érzékelni tudja az eper édességét, és kontrollálni tudja a kedvenc játékát, egy kacsát. Szeret zenét hallgatni, ezenfelül még zongorázni is tud. Kedvenc időtöltései: Szeret rajzolni, főleg Rilakkumát. Legtöbb idejét játékkal tölti, kedvenc játékai az irányíthatós kacsa és egy plüss pingvin, melyeket Kaoru adott neki. Hogy fiú-e vagy lány az kérdéses. Először is a könyvekben nincs említve, hogy lány lenne-e vagy fiú, és a japán nyelv se jelöli külön a hím/nőnemű alanyokat, azonban az angol fordításban „she”-nek, azaz „ő-lány” megfelelőjének írják.Ebből azt a következtetést vonható le, hogy Korilakkuma nőnemű. Azonban, mikor Korilakkuma megjelent Kaoru házánál a következő kérdést kapta Rilakkumától:
„きみはどこのくまくん？” ( „Kimi wa dokono kuma-kun?”/ „Honnan származol medve-kun”) – A kérdés végén egy „kun” jelző található. A „kun” egy japán tiszteletet kifejező jelző, mint a „san”. A „kun” jelzőt általában fiúkra használják, ebből következtethető, hogy fiú.

### Kaoru
Kaoru egy 25 éves nő, aki Tokióban él, egy kis apartmanban és irodában dolgozik. Egyedül él Kiiroitorival. Egy nap, amikor hazaér a munkából, Rilakkumát találja a házában, miközben senbeit (A senbei, másnéven sembei-nek is hívják, egy japán rizskeksz általában zöldtea kíséretében eszik.) eszik. Az egész élete felfodrul Rilakkuma érkezése után. Mielőtt Rilakkuma betoppant volna az életébe, Kaoru minden este fáradt volt a munka miatt, így mindennap miután hazaért a munkából azonnal lefeküdt aludni. Azóta vidámabbak a hétköznapjaik és megtanult omurice-ot is főzni, mivel Rilakkuma mindig azt kéri tőle sok ketchuppal.

### Koguma
2016-ban egy újabb barnamedve lett bemutatva Koguma néven, a twitteren. A történet szerint Rilakkuma, Korilakkuma és Kiiroitori elmentek a méz erdőbe. Korilakkuma elment az erdő végébe, ahol egy mézesbödönt talált. Itt, az erdőben találkoznak Kogumával, aki kerek, barna és méz illata van. Együtt másznak fel a fákra, kergetik egymást és mézet esznek. Koguma kinézete: A testének méz illata van. A barátja egy méh. A mellkasán szőr van. A hasa kerek. Agyarai vannak. A fenekén méz van. Speciális méz van a tulajdonában.

## Könyvek

### Rilakkuma Books:Rilakkuma Seikatsu Series
Rengetegféle Rilakkuma orientált könyveket hoztak már nyilvánosságra Japánban, képeskönyveket, mesekönyveket, még olyanokat is amik bemutatják, hogyan is lehet Rilakkuma termékeket saját kezünk által kreálni. Az egyik leghíresebb Rilakkuma könyvsorozat Rilakkuma Seikatsu Series címen indult, magyarul Rilakkuma élete sorozat, mivel a Seikatsu ( 生活 ) életet jelent japánul. Az első Rilakkuma Seikatsu könyvet 2004-ben publikálták. 2004-től a mai napig (2017) 9 db Rilakkuma Seikatsu könyvet publikáltak. A könyvsorozatban bepillantást nyerhetünk Rilakkuma életébe, és általa megtanulhatjuk hogyan is kell pihenni. A könyvek monológokból állnak. Egy könyvben körülbelül 60 Rilakkuma monológ van. A könyvek ára átlagosan 800 ¥ (Yen-japán valuta). 2005 júliusában 340 000 példányt adtak el az első könyvből. A „Dararanbiyori”-ból 260 000 példányt, a „Toridayori”-ból 220 000 és két „Seal” könyvből összesen 300 000 példányt adtak el.

#### Rilakkuma Seiktasu Series 1
Rilakkuma Seikatsu Series 1 könyvet 2004 márciusában publikálták. Rilakkuma egy lusta karakter, így a könyvekben csak olyan monológokat olvashatunk, amik ezen jellemzőt támasszák alá. A könyv szerkezete más, mint az általunk megszokott könyveké. A könyv bal oldalán van a monológ és a jobb oldalán a monológhoz kapcsolódó illusztráció. Az első oldalon megtalálható, hogy mit ajánl a szerző, hogyan is olvassuk ezt a könyvet:
„Élvezetes olvasni ezt a könyvet az első oldaltól, ha úgy olvasod, mint ahogy szoktad. De egy másik opció a könyv olvasására, hogy becsukod a szemed, és kinyitod a könyvet egy véletlenszerű oldalon, majd elolvasod Rilakkuma üzenetét.” (普通に読んでも十分楽しめますが、 目をつぶって好きなページを開い てみればあなたへのメッセージがありますよ)
Egy pár monológ az első könyvből:
„Ha segítségre van szükséget, csak mondd "Segíts nekem” – Nyugodtan függhetsz valakitől. (困ったらたすけてっていっちゃえばいいですよ)
„Az természetellenes, ha valakit kényszerítünk arra, hogy tegyen valamit. A legjobb, ha természetesek maradunk.” (ムリするって不自然ですよ自然がいちばんです)
„Amit ma megtudsz tenni, azt holnap is meg fogod tudni.” – Nem kell megcsinálnod mindent egy nap, ha fáradt vagy, csak tedd át a teendőd egy másik napra. (今日できることは明日もできますよ)

#### Dararanbiyori-Rilakkuma Seikatsu 2
Dararanbiyori-Rilakkuma Seikatsu 2 címen publikálták a második könyvet 2004 novemberében. Dararan egy kifejezés, amit Rilakkuma gyakran használ. Valami olyasmit jelenthet, hogy lusta vagy élvezd. A „dara” szó lustát jelent japánul. A „ran" pedig egy olyan hang, amit akkor adunk ki, amikor élvezünk valamit. „Biyori” szó pedig szép időt jelent. Ebből következtethető, hogy a címe magyarul: „Szép idő, hogy lustálkodjunk és élvezzük a napot.” Korilakkuma ebben a könyvben debütált, ezért sok Korilakkumához köthető Rilakkuma monológ van benne. Ebben a könyvben Rilakkuma nem csak lusta, hanem élvezi az életet valaki különlegessel (Korilakkumával). Az első Rilakkuma Seikatsu könyv Rilakkuma lusta és könnyű életére koncentrálódik, azonban a második könyvben könnyű élete mellett Rilakkuma, Korilakkuma és Kiiroitori közti kapcsolatra is fókuszál. Rilakkuma elmondja, hogy ha zavar valami az nem nagy probléma. Az egy hatalmas öröm, ha van valaki, aki boldoggá tesz és jól érzi magát vele. Szóval mindenképp tiszteljük a másikat.

Ahogy az előző könyvben is, ebben is monológok vannak. Egy pár idézet a könyvől:
„Valaki, akivel boldog vagy az nagyon értékes” (一緒が楽しい相手はきちょうですよ)
„Nem gondolod, hogy az a fontos, hogy hogyan eszel, és nem az, hogy mit?” – Egy boldog vacsora nem azon múlik, hogy mit eszel, hanem azon, hogy hogyan/kivel. (なにを食べるか　より　どう食べるか　だと　思いません？)
„Dicséret, dicséret és dicséret" – A dicséret nagyon fontos. (ほめて　ほめて　ほめて)

#### Toridayori-Rilakkuma Seikatsu 3
Toridayori-Rilakkuma Seikatsu 3 címen adták ki a harmadik könyvet 2005 májusában. „Tori” japánul madarat, és a „dayori” levelet jelent japánul. Tehát ebben a könyvben Kiiroitori monológokat olvashatunk. Rilakkuma lusta, Korilakkuma csíntalan így Kiiroitori tartja a rendet, míg Kaoru nincs otthon. Kiiroitori takarítja ki a házat, és ha Korilakkuma bajba kerülne, ő menti ki belőle. Kiiroitori személyisége nem lusta, hanem vidám. Az ő monológjait olvasva nem pihentnek, hanem vidámnak érezze magát az olvasó. Erre a vidámságra alapulnak az ő monológjai: 
„Állj fel!” (タチアガレイ！)
„Semmi se fog változni, ha csak vársz” (マッテイテモカワランゾ)
„Nem jó ha csak ON vagy OFF állapotban vagyunk” (ONダケデモダメ　OFFダケデモダメ)
„Nincs olyan, hogy 0%” – Ha a legjobbat adod magadból, a lehetetlen is lehetséges. Kiiroitori nem tud repülni, de hisz benne, hogy egynap majd sikerül neki repülni. (０％ナンテナイ) 

#### További Rilakkuma Seikatsu könyvek
- - Kuma Goyomi – Rilakkuma Seikatsu 4 (Aki Kondo, 2006. szeptember)
  - Utatane Kibun – Rilakkuma Seikatsu 5 (Aki Kondo, 2007. szeptember)
  - Bonyari Kinenbi – Rilakkuma Seikatsu 6 (Aki Kondo, 2008. augusztus)
  - Giitara Holiday – Rilakkuma Seikatsu 7 (Aki Kondo, 2010. október)
  - Yanwari Jyouzu – Rilakkuma Seikatsu 8
  - Hokkori Time – Rilakkuma Seikatsu 9
  - Hidamarigurashi – Rilakkuma Seikatsu 10[11]

### Képeskönyvek
- „Rilakkuma is here” (Aki Kondo, 2015. november)
- „Rilakkuma always” (Aki Kondo, 2016. november)

### Matrica könyvek
- Rilakkuma Daradara Shiiru Bukku (Aki Kondo, 2004. november)
- Rilakkuma Dara Pika Shiiru Bukku (Aki Kondo, 2005. május)
- Rilakkuma Gorogoro Shiiru Bukku (Aki Kondo, 2006. szeptember)
- Rilakkuma Howa Pika Shiiru Bukku (Aki Kondo, 2007. szeptember)
- Rilakkuma Nohohon Shiiru Bukku (Aki Kondo, 2008. augusztus)

### Gyakorlati könyvek
- „You can do it! Handmade Rilakkuma” (2006. március)
- „Rilakkuma's handmade snacks” (2006. július)
- „Always handmade Rilakkuma” (2006. szeptember)
- „Rilakkuma and cute character origami” (2007. április)
- „Rilakkuma and cute character dinner & senbetsu” (2007. július)
- „Small Embroidery & Knitting of Rilakkuma” (2007. szeptember)

### Manga
- „Rilakkuma 4 Kuma manga-1 – (Aki Kondo, Housewives and Life-keep cég, 2010. július)
- „Rilakkuma 4 Kuma manga-2 – (Aki Kondo, Housewives and Life-keep cég, 2011. november)
- „Rilakkuma 4 Kuma manga -3 – (Aki Kondoi, Housewives and Life-keep cég, 2012. november)
- „Rilakkuma 4 Kuma manga -4 – (Aki Kondo, Housewives and Life-keep cég, 2013. július)
- „Rilakkuma 4 Kuma manga -5 – (Aki Kondo, Housewives and Life-keep cég, 2014. június)
- „Rilakkuma 4 Kuma manga-6 – (Aki Kondo, Housewives and Life-keep cég, 2015. június)
- „Rilakkuma 4 Kuma manga-7 – (Aki Kondo, Housewives and Life-keep cég, 2016. június)

### „Seal” könyvek
- „Rilakkuma Yura Dara Seal Book” (Aki Kondo, 2004. november)
- „Rilakkuma Pika Seal Book” (Aki Kondo, 2005. május)
- „Rilakkuma Rollout Seal Book” (Aki Kondo, 2006. szeptember)
- „Rilakkuma Ho Pika Seal Book” (Aki Kondo, 2007. szeptember)

## Játék szériák
- Rilakkuma na Mainichi (Rocket Company, Game Boy Advance, 2005. április)
- Rilakkuma ~ojamashitemasu 2 Shuukan~ (Interchannel, PlayStation 2, 2005. szeptember)
- Watashi no Rilakkuma (Rocket Company, Nintendo DS, 2007. április)
- Chokkan Asonde Rilakkuma (Smilesoft, Nintendo DS, 2008. szeptember)
- Rilakkuma Minna de Goyururi Seikatsu (MTO, Nintendo Wii, 2009. március)
- Norinori Rilakkuma Hit Song Ongaku (Smilesoft, Nintendo DS, 2010. december)

## Zene
Akiko Jano (矢野 顕子 Akiko Yano, 1955. február 13-án született) 2013. augusztus 7-én publikálta a Rilakkuma énje (Rirakkuma no watashi リラックマのわたし) című számot a Speedstar Rekord kiadó által. Rilakkuma 10 éves születésnapjának ünnepének alkalmából adták ki. Egy részlet a szövegből:
„Milyen nasi lenne jó mára?....”
„Már megint magamhoz beszélek...”
A szöveg úgy hangzik, mintha Rilakkumával élnénk.

## Rilakkuma boltok
- Osaka Umeda bolt – 2008. szeptember 13-án nyitották meg Oszaka városában, a Hankyu Sanmachi utcában.
- Tokyo Station bolt – 2009. február 20-án nyílt meg a Tokió Station első szintjén.
- Fukuoka Parco bolt – 2010. március 19-én nyílt meg.
- Kichijoji bolt – 2010. október 15-én nyitotta meg kapuit Kopisu Kichijoji "A" épület 6. szintjén.
- Sapporo bolt – 2011. szeptember 10-én nyitották meg.
- Tokyo Sky Tree Town / Solamachi boltok – 2012. május 22-én nyíltak meg Tokyo Skytree-nál, és Tokió Solamachi 3. szintjén.
- Harajuku bolt – 2012. június 29-én nyílt meg.
- Sendai bolt – 2012. november elsején nyitották meg.
- Kobe bolt – 2014. április 18-án nyitotta meg kapuit Kobe Harborland épület második szintjén.

A következő boltokban már az új karakter, Sumikkogurashi is megtalálható.
- Fujimi bolt-2015. április 10-én nyitotta meg kapuit.Saitama prefektúrában található, Fujimi városában.
- Kamiokado bolt – 2015. július 3-án nyílt meg. Aichi prefektúrában, Nagoya városában található.
- LaLaport EXPOCITY bolt – 2015. november 9-én nyitották meg Osaka prefektúrában, Suita városában.

## Kapcsolódó termékek

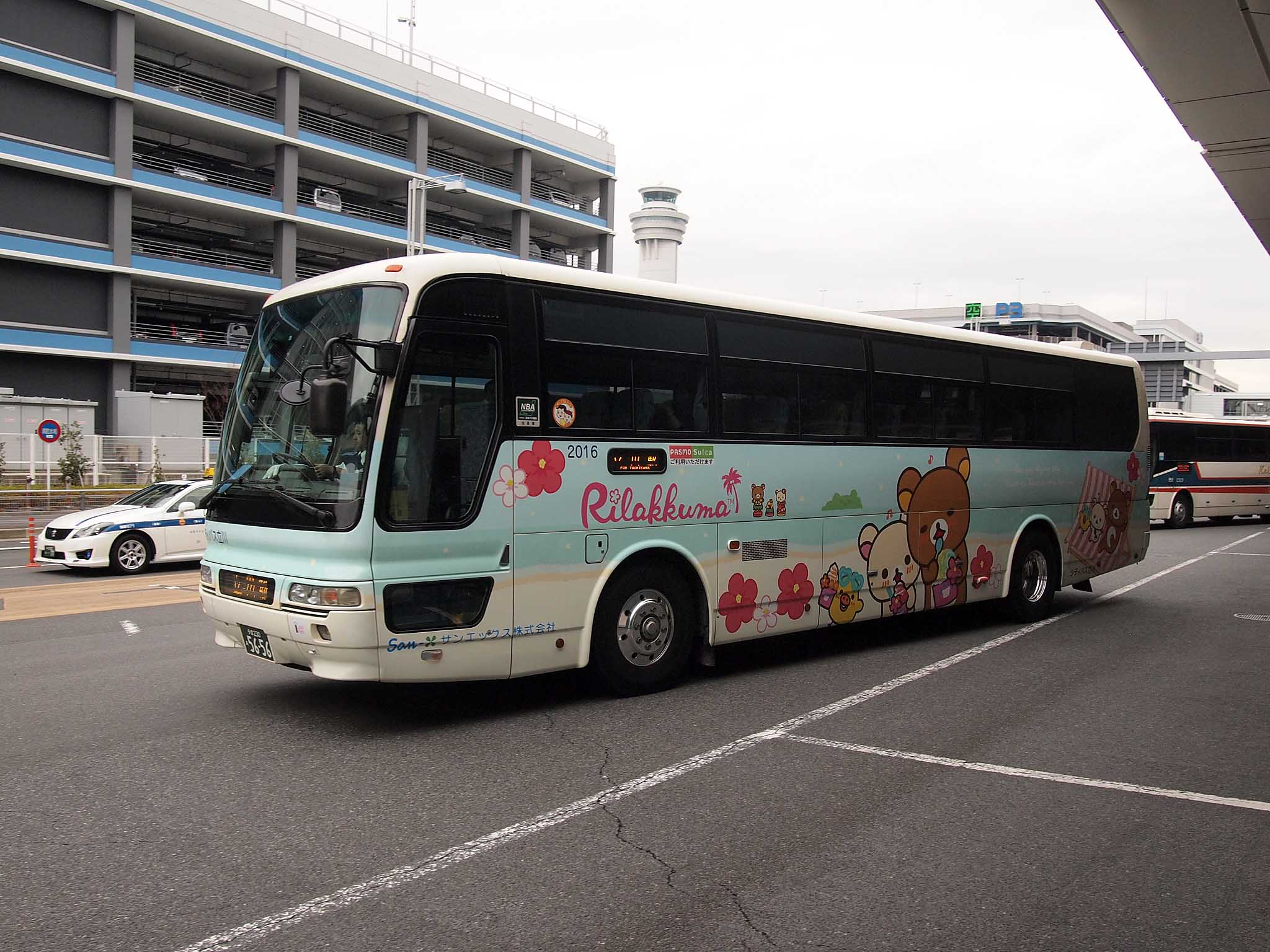
Tacsikavai (Tachikawa) "Rilakkuma buszok" egyike

- 2005-ben a Takasimaja és a Micukosi áruházak Japán különböző városait érintve egy kiállító turnét szerveztek, mely a „Rilakkuma kiállítás – Nyugis vásárlás” nevet viselte. A kiállítás hossza pár naptól egészen egy hétig is tartott. A fő cél a termékek értékesítése volt, de egy életnagyságú, Rilakkumát megformáló plüsst is kiállítottak. A limitált darabszámú plüssöket és pólókat, vagy meghatározott összeg felett vásárló vendégek körében, a bemutatott újdonság különösen népszerű lett.
- A Sufu to szeikacusa kiadó magazinjaiban, például a Szutekina Okuszanban és a Shuukan Dzsoszeiben olyan tervet készítettek, ahol Rilakkuma tematikus részt hoztak létre, Rilakkuma melléklettel és az online megrendelésekhez csak így megszerezhető Rilakkuma ajándékokat tettek.
- A Lawson üzletlánc olyan kampányt hirdetett, amelyben bizonyos termékek vásárlása esetén matricát lehet szerezni. A matricákat különböző Rilakkuma termékekre lehetett beváltani, például bögre, leveses tányér, kistányér, kéztörlő kendő és dosszié.
- Bevett szokás, hogy például országszerte a játékcentrumokban nyereményként Rilakkuma termékeket lehet nyerni.
- Az Itóen cég mobiltelefon díszeket és a műanyag üdítős üvegekhez „takarókat” dobott piacra, vagy Rilakkuma babákat lehetett nyerni tőlük. Korábban az ampm üzletlánc a Rilakkuma szponzorálásával olyan nyereményjátékot indított, ahol Rilakkuma leveses tálat lehetett nyerni.
- 2005 óta a japán tartományi rendszer alapján a helyi különlegességként ábrázolva „Helyi Rilakkumát” is árusítani kezdtek.
- Rilakkuma feltűnt 2007. augusztus 27-én egy Toyota reklámban Kumiko Goto oldalán. 2008 szeptemberében Kumiko Gotót Tanaka Rena váltotta.
- A Hakugen cég Rilakkumát használva lázcsillapító kendőt, kézmelegítőt és melegítő párnát kezdett árusítani.
- 2007 februárjában a legnagyobb óvszer gyártó cég Okamotóban kezdett el gyártani Rilakkumás óvszereket.
- 2007 augusztusától a Tacsikavai buszokat (Tokióban) Rilakkuma buszokká nevezték. 2016-ra 4 darab Rilakkuma buszt hoztak forgalomba. Az első sárga, a második égkék, a harmadik kék és a negyedik zöld színben pompázik.
- 2007 novemberében A Softbank Mobile piacra dobott egy Toshiba által készített mobiltelefont, a 815T-t, mely Rilakkumát ábrázolja.
- 2009 októberében a Bandai cég limitált számban Rilakkuma notebookot dobott a piacra. 2010 júniusában szintén a Bandai limitált számban létrehozott egy Korilakkuma notebookot.
- 2010 márciusában, a Pastel cég együttműködésével Rilakkuma pudingot hoztak létre. Március 1-től május 31-ig limitált ideig lehetett kapni. Háromféle garnélarák ízesítéssel: Rilakkuma (sós karamell puding), Korilakkuma (eperpuding) , és Kiiroi tori (sütőtök puding) ízekben.
- 2010. június 4-én megjelent, az au mobilszolgáltatónál kapható Kyocera „SA002” típusú mobilnál Rilakkuma alapbeállítás volt az e-mailek hátterénél és az alapháttérképnél.
- 2010 decemberében az I K cég Rilakkumával és valódi gyémántokkal díszített ezüst gyűrűt dobott piacra.
- 2013 szeptemberében a Lawson üzletlánc őszi Rilakkuma Fesztiválján kapható Rilakkuma bögrét visszavonták, miután tiltakozások kezdődtek amiatt, hogy a bögréből kiömlő forró víz miatt megsérültek.
- 2014-ben a Calpis üdítőital használta Rilakkumát.
- A Dzsósin Denki cégnél rendszeresen van olyan akció, ahol limitált ajándékokat kapnak azok a törzsvásárlók, akik egy bizonyos összegben vásárolnak egy alkalommal (ez rendszerint 2000 jent jelent).
- 2015. július 18-tól augusztus 31-ig a Hankyu Railway cég összedolgozott a San-X-el és feldíszítette több mint 1000 vonatját.Emellett 2016-ban „Sakura's Hankyu Train Rilakkuma” néven ismét feldíszítették a vonatokat.
- 2016. augusztus elsejétől szeptember 30-ig Keihin Kyuko vonatvállalat kidekorálta a vonatait „Keikyu Rilakkuma Train” címmel.Több, mint 1000 vonatjuk részt vett ebben az akcióban.Rilakkuma vonat

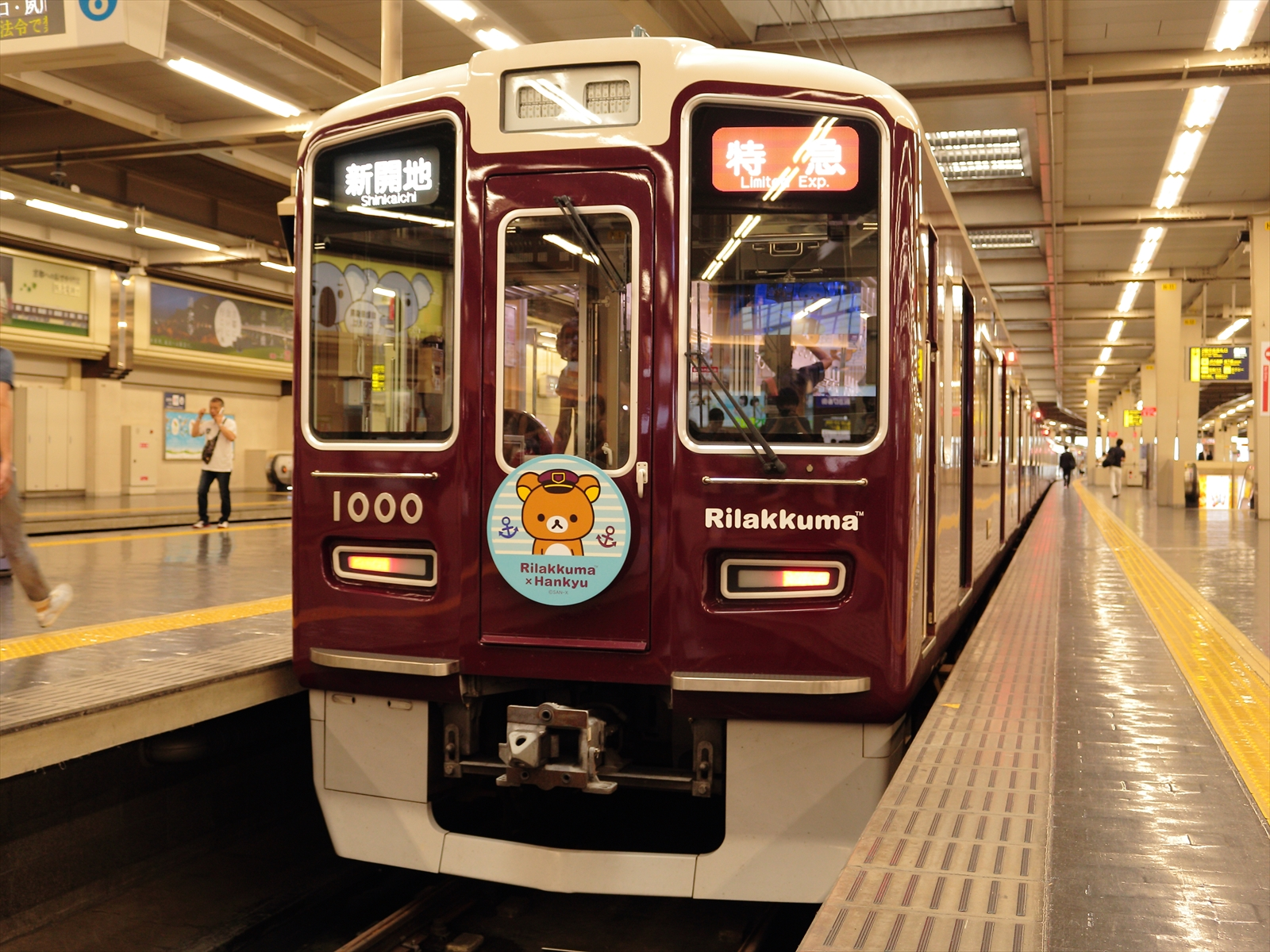
Rilakkuma vonat

## Egyéb San-X által kreált karakterek
2017-ben hoztak ki egy új karaktert Sumikkogurashi néven. Egyelőre több információ nincs róla.

### Monokuro Boo
Monokuro Boo, egy fehér és egy fekete malac együtt, nem tudják mit gondolnak, vagy épp hova mennek. Egy cuki-muki páros, akik nagyon hasonlítanak egymásra, szóval már majdnem lehetetlen megkülönböztetni, melyik igazából Monokuro Boo. 
„Le sem tudják majd venni a szemüket róluk”-állítja a karakterek gyártója a San-X.

### Mamegoma
„Mamegoma” egy újfajta fóka. Megkülönböztető jelzése, hogy kéz méretű és barátságos. Ahogy a San-X reklámozza:
„Házakban található meg könnyen, ezért hát miért nem viszed inkább haza magaddal?Nem izgalmas, hogy otthon tarthatsz egy olyan állatot, amit máshol csak állatkertbe látsz?” 

### Sentimental Circus
Miután az egész város csendben alszik , az elhagyatott játékok egymás után felélednek és összegyűlnek. „Kuro”a forgó földgolyó táncosa, „Mr. Bear” a kötéltáncos, „Pigu” és „Mamo” a trapéz tornászok előadója. Mikor „Shappo” megjelenik, a misztikus cirkusz, „Sentimental Circus”, függönyei valahol megint fellibbenek.

### Kutsushita Nyanko
„Kutshushita Nyanko”, egy macska, aki mind a 4 lábán egy-egy fehér zoknit hord. Az igazi neve „Bon Chan”. Zoknit hordani a macska kedvelők körében elég gyakori, a cica viselkedése pedig mindenki figyelmét felkelti.

### Kamonohasikamo
„Kamonohasikamo” úgy néz ki mint egy kacsacsőrű, de ő nem igazán biztos abban hogy kacsacsőrű lenne-e vagy sem.

### Kireizukin/Mar
A felelőtlen mosómedve „Mar” nagyon lusta, de megváltozik a természete, amint felveszi a kapucniát. Miközben hordja kapucniát egy okos szakértővé válik és elkezd takarítani. Másképp Kireizukinnak is szólítják.

### Tarepanda
Tarepanda japánul lustát, lagymatagot jelent. Konkrétabban a „tare” szó hasonfekvést jelent. Milyen lusta is Tarepanda? Óránként csupán 2,75 métert tesz meg. Lustasága mellett imád Mochi-t enni.

### Afro Ken
Afro Ken egy ártatlan karakter, aki mindig vidám. Afro frizurájának a színe mindig változik. Azonban nem csak haját, hanem sajátmagát is át tudja változtatni, akár popcorná , karácsonyfává, még akár billentyűzetté is.

## Fordítás
- Ez a szócikk részben vagy egészben  a   Rilakkuma című angol Wikipédia-szócikk ezen változatának fordításán alapul.  Az eredeti cikk szerkesztőit annak laptörténete sorolja fel. Ez a jelzés csupán a megfogalmazás eredetét és a szerzői jogokat jelzi, nem szolgál a cikkben szereplő információk forrásmegjelöléseként.
- Ez a szócikk részben vagy egészben  a(z)   リラックマ című japán Wikipédia-szócikk ezen változatának fordításán alapul.  Az eredeti cikk szerkesztőit annak laptörténete sorolja fel. Ez a jelzés csupán a megfogalmazás eredetét és a szerzői jogokat jelzi, nem szolgál a cikkben szereplő információk forrásmegjelöléseként.